# Provincia de Est, Rwanda
Provincia de Est este o unitate administrativă de gradul I  în Rwanda. Resedința sa este orașul Rwamagana.